# ТЕС Финтинеле
ТЕС Финтинеле – закрита теплова електростанція в Румунії у центральній частині країни, в Трансильванії.
Всього на майданчику станції спорудили 5 енергоблоків загальною потужністю 250 МВт. Першим у 1954-му став до ладу блок з показником 25 МВт,  а у 1966-му запустили останній блок потужністю 100 МВт.
Як паливо ТЕС використовувала природний газ (Трансильванія традиційно є головним газовидобувним регіоном країни).
Видача продукції відбувалась по ЛЕП, розрахованій на роботу під напругою 110 кВ.
Оостанній блок ТЕС зупинили в 1996-му.
Станом на 2020-й рік планувалось зведення на майданчику колишньої ТЕС нової сучасної електростанції такою саме потужністю 250 МВт.